# Zealandotachina setigera
Zealandotachina setigera là một loài ruồi trong họ Tachinidae.